# Defesa do Século

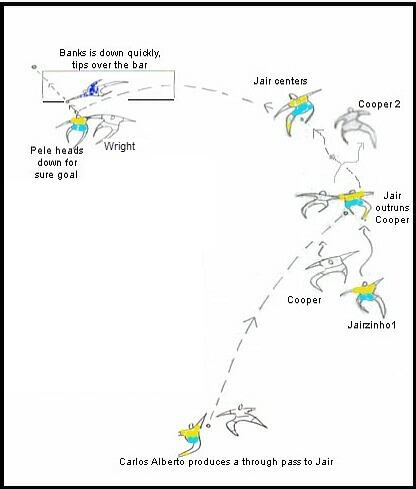
Ilustração do lance: Gordon Banks defende milagrosamente a cabeçada de Pelé, na Copa de 1970.

Defesa do Século, também conhecido como A Maior Defesa da História do Futebol, é um lance que aconteceu na Copa do Mundo de 1970, protagonizado por Gordon Banks.
| “              | "Eles não querem saber se eu não ganhei aquela Copa do Mundo ou não, mas sim que fui eu quem fiz aquela defesa. Isso é uma grande coisa. As pessoas só querem falar sobre aquela defesa." | ” |
| — Gordon Banks | |   |

## O lance
"Apesar de ser sido fenomenal [a defesa], minha memória de Gordon não é definida por ela, mas sim pela amizade. Ele era um homem caridoso e bom, que deu muito às pessoas. Então sou feliz por ele ter defendido minha cabeçada, porque aquilo foi o começo da minha amizade com ele. Sempre que nos encontrávamos, era como se nunca tivéssemos ficado distantes. (…) Sim, você foi um goleiro mágico. Mas você foi muito mais. Você foi um incrível ser humano".

Pelé, sobre Gordon Banks, que impediu seu gol na chamada "Defesa do Século".
No primeiro tempo, Jairzinho foi lançado em velocidade e cruzou a bola para Pelé, que próximo do gol, cabeceou a bola mirando o chão. Certo que seu cabeceamento resultaria em gol, Pelé gritou "gol!" logo após cabecear; o goleiro inglês, Gordon Banks, contudo, mergulhou de uma trave à outra e conseguiu tocar na bola, desviando-a do gol. Segundo Pelé, no momento em que cabeceara a bola, ele tivera a certeza de que marcara. Ao ver que a bola tinha sido desviada, Pelé, ainda incrédulo com o lance, afirma para Banks: "Eu achei que tinha sido gol", ao que Banks responde "Você e eu". Décadas depois, Pelé afirmou que "mesmo hoje quando eu assisto [o lance], eu não acredito. Eu não acredito como ele [Banks] se moveu tanto, com tamanha velocidade (…)". O companheiro de Banks, Bobby Charlton, também deu declaração semelhante, na mesma oportunidade: "Mesmo estando em campo e já tendo-o visto [o lance] muitas vezes desde então, ainda não sei como ele salvou aquele cabeceamento de Pelé". A defesa, pela sua dificuldade e plasticidade, ficou conhecida como "Defesa do Século", e é frequentemente apontada como a maior defesa da história do futebol. O lance marcou a carreira tanto de Pelé quanto Banks; segundo Pelé, apesar de ter marcado mais de mil gols, "as pessoas sempre falam comigo desse gol que eu não marquei". Já Banks afirmou que, apesar de ter sido campeão mundial, ele seria lembrado pela defesa, e não pelo título. Segundo Banks, "isso mostra o quão grande é [a defesa]. As pessoas só querem falar disso". Pelé e Banks acabaram virando amigos; ao saber do falecimento do ex-goleiro, em 2019, Pelé afirmou que era feliz pela defesa do britânico, "porque aquilo foi o começo da minha amizade com ele". No segundo tempo da partida, Pelé dominou um cruzamento de Tostão antes de passar a bola para Jairzinho, que marcou o único gol.